# Lesbia
Lesbia é um gênero de aves apodiformes pertencente à família dos troquilídeos, que inclui os beija-flores. O gênero possui duas espécies, ambas distribuídas pela América do Sul tropical. As espécies deste gênero são, vernaculamente, denominadas colibris-rabilongos ou beija-flores-de-longa-cauda.

## Espécies
- Lesbia victoriae Bourcier & Mulsant, 1846, beija-flor-de-longa-cauda-negra[4] — pode ser encontrado entre a Venezuela setentrional e seu extremo-sul, Equador e centro-sul colombiano
  - Lesbia victoriae victoriae (Bourcier & Mulsant, 1846) — pode ser encontrado nos Andes do departamento de Nariño, e no Equador
  - Lesbia victoriae juliae (Hartert, 1899) — pode ser encontrado nos Andes do norte e centro do Peru
  - Lesbia victoriae berlepschi (Hellmayr, 1915) — pode ser encontrado nos Andes do sudeste do Peru
- Lesbia nuna Lesson, 1832, beija-flor-de-longa-cauda-verde[5] — pode ser encontrado na região que abrange os Andes do norte e sul da Venezuela, Equador, Colômbia e Bolívia
  - Lesbia nuna nuna Lesson, 1832 — subespécie nominal; pode ser encontrado nos Andes do sudeste do Peru
  - Lesbia nuna boliviana Boucard, 1891 — incluída na nominal; pode ser encontrado nos Andes bolivianos entre o departamento de La Paz e a região de Cochabamba
  - Lesbia nuna gouldii (Loddiges, 1832) — pode ser encontrado nos Andes colombianos e, de acordo com registros mais antigos, em Mérida na Venezuela ocidental
  - Lesbia nuna gracilis Gould, 1846 — pode ser encontrado nos Andes equatorianos sententrional e central
  - Lesbia nuna aureliae Weller & Schuchmann, 2004 — pode ser encontrado nos Andes do sudeste do Equador, entre o departamento de Azuay e o departamento de Loja
  - Lesbia nuna pallidiventris Simon, 1902 — pode ser encontrado nos Andes do norte peruano
  - Lesbia nuna huallagae Weller & Schuchmann, 2004 — pode ser encontrado nos Andes do Peru central